# Polanki (Szydłowiec)
Polanki, Osiedle Powstańców, Kościuszki III (do 6 lutego 1920 Moskowska lub Moskiewka) – nieoficjalne osiedle miasta Szydłowca. 

## Położenie
Osiedle Powstańców położone jest w południowo-wschodniej części miasta. Zachodnią granicą osiedla jest ulica Kościuszki, wschodnią zaś obwodnica, południową – zabudowa oraz łąki wliczające się do ulicy Polanki, a północna granica to zabudowa ulicy Stanisława Moniuszki.
Ulice: Stanisława Moniuszki, mjr. Hubala (od początku do ul. Kościuszki), Polanki, Powstania Styczniowego, Powstania Warszawskiego, Mariana Langiewicza, Ludwika Waryńskiego, Willowa, Armii Krajowej oraz Powstania Listopadowego. 
Osiedle od południa i zachodu graniczy z osiedlem Kościuszki oraz wsią Sadek, natomiast na północy i wschodzie z osiedlem Kolejowa.

## Historia
Od założenia miasta tereny osiedla wchodziły w skład gruntów plebańskich, były one niewykorzystane. Znajdowały się tu pola uprawne, łąki oraz borki. Przechodziła obok droga do Wąchocka przy której zlokalizowano wieś Polanki. We wsi znajdowało się kilka domów, stodół oraz kamieniołom. W XIX wieku od drogi Wąchockiej odłączyła się droga do Kielc (ślad obecnej ulicy Kościuszki), przez co trakt był mniej wykorzystany, a wieś straciła na znaczeniu. 
1 stycznia 1925 miejscowość Polanki-Moskiewki została odłączona od gminy Szydłowiec i włączona w granice Szydłowca.
Osiedle zostało założone dopiero w latach 70 XX na miejscu rozległych pól uprawnych i nieużytków, szczególna rozbudowa osiedla nastąpiła w latach 80 tego wieku.
Domy mieszkalne znajdowały się jedynie przy ulicy Kościuszki, Moniuszki oraz Polanki.

## Turystyka
Przy ulicy Polanki, znajduje się zabytkowa kapliczka słupkowa, pochodząca z 1813 roku, pod którą najprawdopodobniej pochowani są żołnierze wracający spod Moskwy. Ulokowany jest tu też nieczynny kamieniołom "Polanki" który stanowi cenny zabytek sztuki kamieniarskiej. Jest jednym z nielicznych kamieniołomów w okolicy, który nie jest zalany wodą. Obecnie porośnięty jest licznymi drzewami, przez co stał się zapomnianym zabytkiem techniki. 

## Zabudowa
Zabudowa osiedla to w większości domki jednorodzinne w stylu z lat 80. i 90. XX wieku. Znajduje się tu wiele domów połączonych ze sobą jedną ścianą. Niemal wszystkie działki są zabudowane jedynie kilka w pobliżu granic osiedla to nieużytki. Na takich terenach młodzież utworzyła dwa boiska do piłki nożnej. Władze miasta proponują na miejscu jednego z nich (przy os. Kolejowa) utworzyć dwie nowe ulice z domkami szeregowymi.
Na osiedlu znajduje się jeden sklep osiedlowy oraz firma "Orpol" zajmująca się szyciem kurtek. Za domami, pomiędzy ulicą Moniuszki a Hubala znajduje pas ogródków działkowych.